# Botryllophilus distinctus
Botryllophilus distinctus is een eenoogkreeftjessoort uit de familie van de Botryllophilidae. De wetenschappelijke naam van de soort is voor het eerst geldig gepubliceerd in 2012 door Ooishi.